# Veliko Selo (Loznica)
Veliko Selo (Serbisches-kyrillisch: Велико Село) ist ein Dorf in der Opština Loznica (Gemeinde Loznica) im Westen Serbiens.

## Name
Der Name des Dorfes leitet sich von den serbischen Wörtern Veliko (groß) und Selo (Dorf) ab. 
Da es im früheren Jugoslawien mehrere Orte mit dem Namen Veliko Selo gibt, ist das Dorf auch als Lozničko Veliko Selo bekannt.

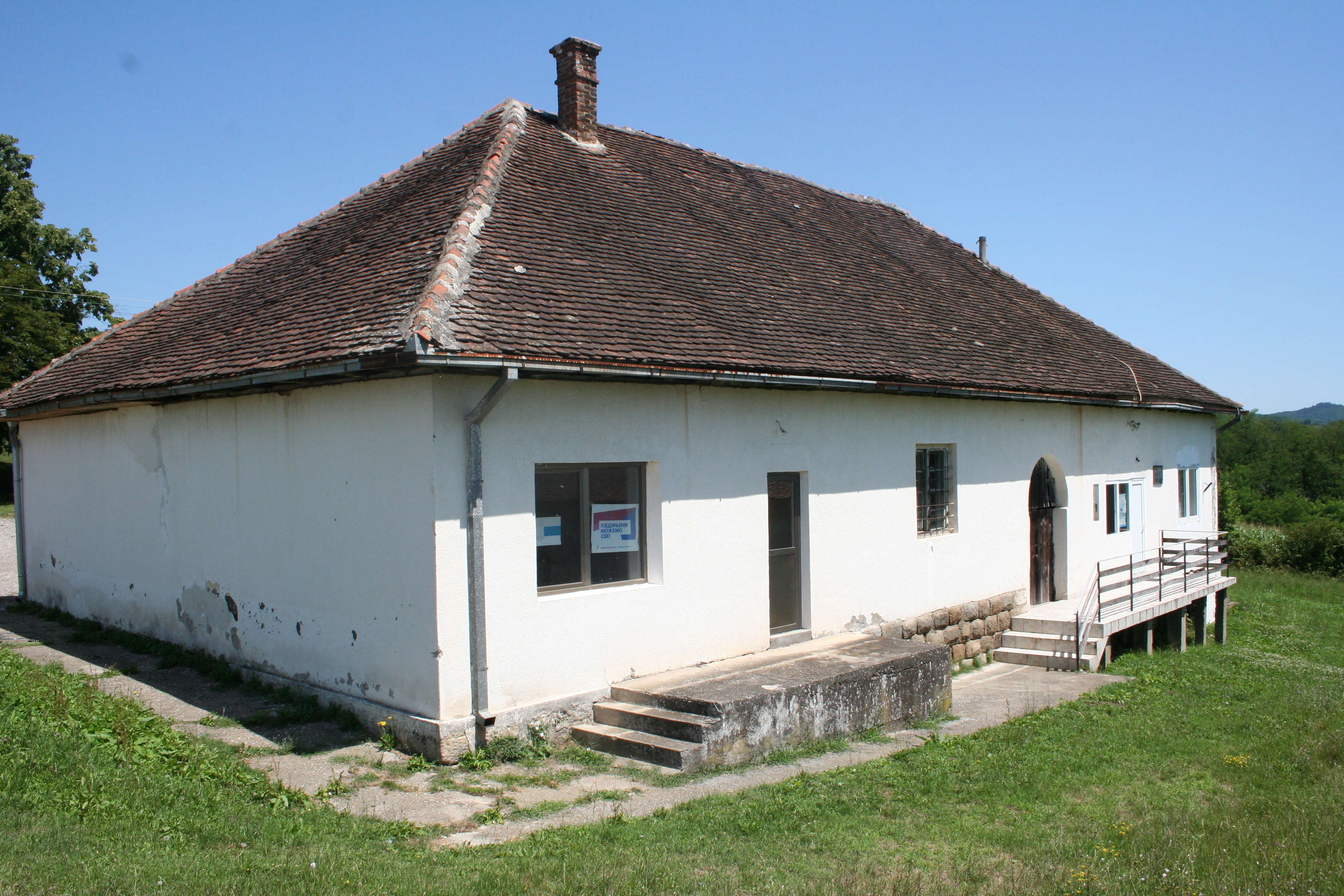
Das Haus der lokalen Gemeinschaft (Mesna zajednica) zu Veliko Selo

## Geographie
Veliko Selo liegt in der Opština Loznica, im Okrug Mačva im nordwestlichen Zentralserbien, in der historischen Region Jadar, die ein Teil der serbisch-bosnischen Grenzregion Podrinje ist, benannt nach dem Fluss Drina.
Das Dorf liegt in den Tälern Karlovac und Ujdurovac auf leichten Anhöhen und Hügeln im Fuße des Gebirges Iverak. Im Iverak befinden sich auch der Dorfwald und die Dorfweiden des Ortes. Veliko Selo liegt unweit des Flusses Jadar. 
Veliko Selo besteht aus den zwei Dorfteilen Gornja Mala und Donja Mala. Das Klima ist kontinental.
Das Dorf liegt nordöstlich der Gemeindehauptstadt Loznica. Nachbardörfer von Veliko Selo sind Brnjac, Jarebice, Draginac und Brezjak.
Die Bauern bestellen ihre Felder im Lozničko Polje und im Jadartal.

## Bevölkerung
Der Ort hatte 418 Einwohner bei der Volkszählung von 2011, während es 466 Einwohner im Jahre 2002 waren. Nach den letzten drei Bevölkerungsstatistiken fällt die Einwohnerzahl von Veliko Selo weiter. 
Die Einwohner des Dorfes sind größtenteils Serben. Es leben aber auch 11 Roma und ein Russe in Veliko Selo.

### Demographie
| Jahr | Einwohnerzahl |
| ---- | ------------- |
| 1948 | 755           |
| 1953 | 809           |
| 1961 | 729           |
| 1971 | 673           |
| 1981 | 651           |
| 1991 | 577           |
| 2002 | 466           |
| 2011 | 418           |

## Geschichte
Die ersten Dorfbewohner von Veliko Selo, mussten einen großen Wald an der Stelle des heutigen Dorfes roden. Zur Zeit des Zweiten Weltkriegs wurden bei einer Sühnemaßnahme vom 13. bis 21. Oktober 1941, 270 Dorfbewohner, darunter 23 Kinder die jünger als 10 Jahre alt waren, von der deutschen Wehrmacht erschossen. 

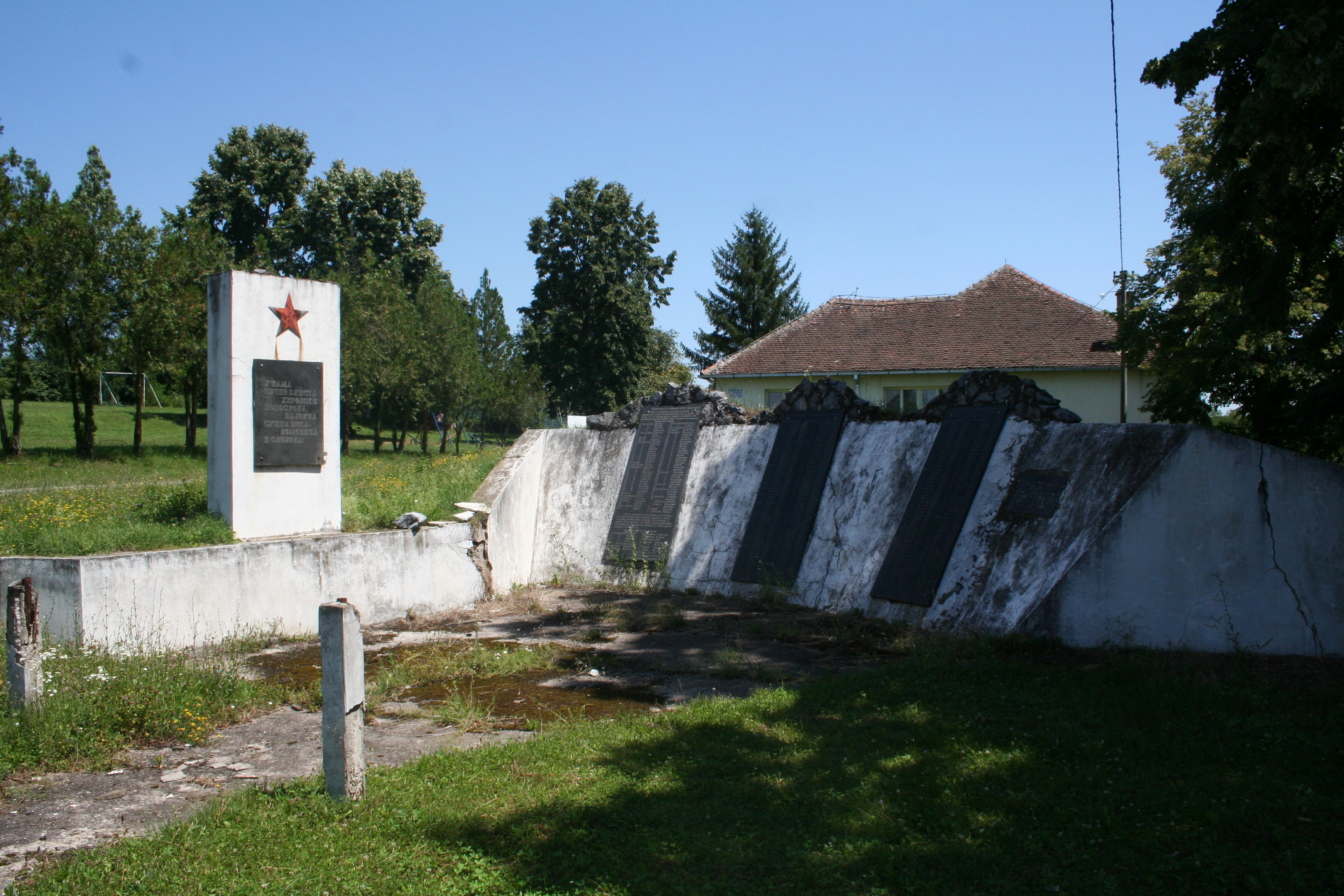
Das Denkmal für die Opfer des 2. Weltkriegs in Veliko Selo

## Religion
Die Bevölkerung des Dorfes bekennt sich zur Serbisch-orthodoxen Kirche.
Veliko Selo verfügt über kein eigenes Kirchengebäude.
Das Dorf gehört zur Pfarrei Jarebice im Dekanat Jadar der Eparchie Šabac, der Serbisch-orthodoxen Kirche.

## Infrastruktur
Veliko Selo besitzt eine Dorfgrundschule, ein Haus der lokalen Gemeinschaft (Mesna zajednica), ein Dorfkrankenhaus und ein Denkmal für die zivilen Opfer des Zweiten Weltkriegs und die gefallenen Tito-Partisanen.
Die Dorfbewohner leben von der Landwirtschaft und der Viehzucht. Daneben haben einige der Dorfbewohner auch das Maurerhandwerk erlernt.

## Belege
- Artikel über das Dorf, auf der Seite Poreklo.rs, (serbisch)
- Artikel über die Pfarrei, auf der Seite der Eparchie Šabac, (serbisch)
- Knjiga 9, Stanovništvo, uporedni pregled broja stanovnika 1948, 1953, 1961, 1971, 1981, 1991, 2002, podaci po naseljima, Republički zavod za statistiku, Beograd, maj 2004, ISBN 86-84433-14-9
- Knjiga 1, Stanovništvo, nacionalna ili etnička pripadnost, podaci po naseljima, Republički zavod za statistiku, Beograd, Februar 2003, ISBN 86-84433-00-9
- Knjiga 2, Stanovništvo, pol i starost, podaci po naseljima, Republički zavod za statistiku, Beograd, Februar 2003, ISBN 86-84433-01-7